# Arte tibetano

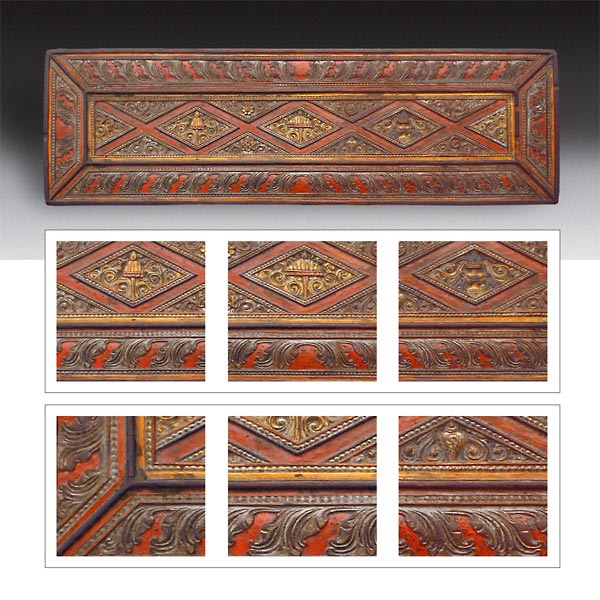
Tallada del - con un manuscrito.

El arte tibetano se refiere al arte del Tíbet. Desde hace miles de años, los artistas tibetanos han desempeñado un papel clave en la vida cultural del Tíbet. Desde los diseños de muebles pintados a los murales elaborados en los edificios religiosos, sus esfuerzos han permeado prácticamente todas las facetas de la vida en la meseta tibetana. La gran mayoría de las obras de arte que se conservan creadas antes de la mitad del siglo XX están dedicados a la representación de temas religiosos, en su mayor parte es la pintura sobre telas o murales. Fueron encargados por instituciones religiosas o por las personas piadosas para su uso en la práctica del budismo tibetano y fueron fabricados en grandes talleres de los artistas no acreditados. El arte del Tíbet puede ser estudiada en términos de influencias que han contribuido a lo largo de los siglos, desde otra China, Nepal, India, y los estilos sagrados.

## Influencia tántrica
Específicamente, el budismo tibetano contiene el budismo tántrico, también conocido como el budismo Vajrayana por su simbolismo común del vajra, el rayo de diamante (conocida en tibetano como el dorje). La mayor parte del arte budista tibetano puede ser visto como parte de la práctica del tantra. Las técnicas Vajrayana incorporan muchas visualizaciones o imaginaciones durante la meditación, y la mayor parte de la elaborada el arte tántrico puede ser visto como las ayudas a estas visualizaciones, de las representaciones de las deidades de meditación (yidams) de mandalas y todo tipo de implementos rituales. Un aspecto sorprendente del budismo tántrico es la representación común de deidades iracundas, a menudo representado con rostros enojados, con círculos de fuego, o con cráneos de los muertos. Estas imágenes representan los protectores (en sánscrito, dharmapala) y su aspecto terrible oculta su verdadera naturaleza compasiva. En realidad, su ira representa su dedicación a la protección de la enseñanza del dharma, así como a la protección de las prácticas tántricas específicas para prevenir la corrupción o la interrupción de la práctica.

## Influencia Bön

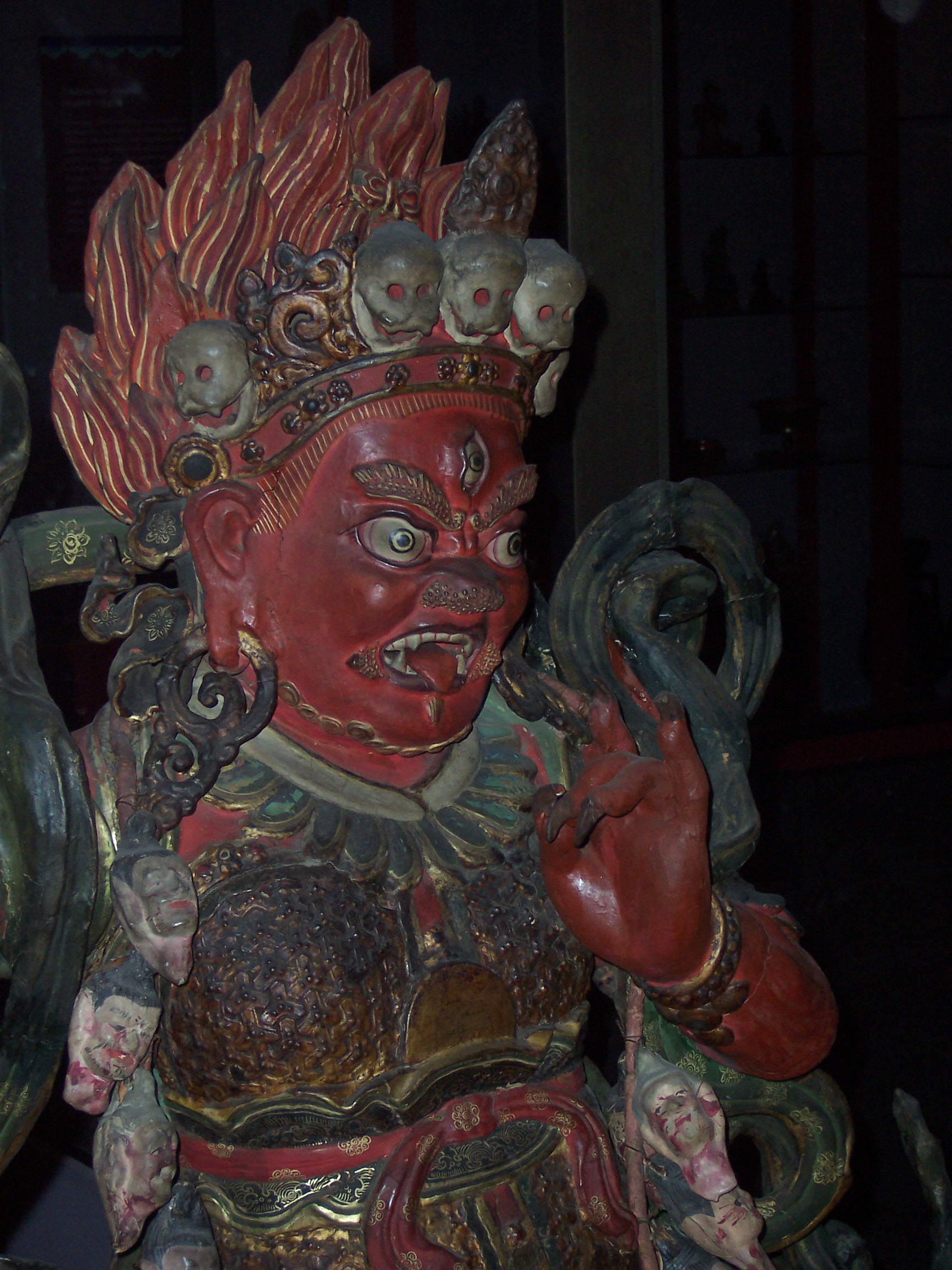
Estatua tibetana de El señor de la muerte en el Museo Field de Historia Natural (Chicago).

La religión chamánica indígena de la cordillera del Himalaya que se conoce como Bön. El Bön contribuye con un panteón de deidades tutelares locales para el arte tibetano. En los templos tibetanos (conocido como Ihakhang), las estatuas de Buda o Padmasambhava están a menudo vinculados con las estatuas de la deidad tutelar de la zona, que a menudo parece estar enojado u oscuro. Estos dioses, una vez causaron daño o enfermedad a los ciudadanos locales, pero después de la llegada de Padmasambhava estas fuerzas negativas fueron sometidos y ahora deben servir a Buda.